# Kärleksgräs
Kärleksgräs (Eragrostis minor) är en växtart i familjen gräs. I Sverige sällsynt på sandig kulturmark i juli–september. Småax 4–11 x 1,5–2 mm. I övriga världen finns kärleksgräs i tropiska, subtropiska och tempererade regioner, bland annat i Kina (Anhui, Peking, Fujian, Guizhou osv). Växtplatser är bergssluttningar, gräsmarker och vägar.